# Fojnička Rijeka
Fojnička Rijeka är ett vattendrag i Bosnien och Hercegovina.   Det ligger i entiteten Federationen Bosnien och Hercegovina, i den centrala delen av landet, 21 km nordväst om huvudstaden Sarajevo.
Omgivningarna runt Fojnička Rijeka är en mosaik av jordbruksmark och naturlig växtlighet. Runt Fojnička Rijeka är det ganska tätbefolkat, med 93 invånare per kvadratkilometer.